# The Last Gladiator
The Last Gladiator is een videospel voor de platforms Commodore 64 en Commodore 128. Het spel werd uitgebracht in 1983. 